# Грузинська Вікіпедія
Грузи́нська Вікіпе́дія (груз. ქართული ვიკიპედია) — розділ Вікіпедії грузинською мовою. Перша стаття була написана 25 лютого 2004 року. 11 серпня 2006 року число статей перевищило 10 000.
Грузинська Вікіпедія станом на 26 березня 2025 року містить 180 558 статей, 167 779 зареєстрованих користувачів, 290 активних дописувачів, 6 адміністраторів
. Загальна кількість сторінок в грузинській Вікіпедії — 497 975, редагувань — 4 758 531, завантажених файлів — 15 901
. Глибина (рівень розвитку мовного розділу) грузинської Вікіпедії мала і становить 29.5 пунктів
. 

## Історія
Грузинський розділ Вікіпедії був створений у листопаді 2003 року на особисте прохання грузинського есперантиста Автанділа Абуладзе, з яким він звернувся до американських есперантистів Чака Сміта і Брайана Віббера. У перші роки Вікіпедії процедура створення нових розділів була простою. Абуладзе на той момент був активним у розділі на есперанто, де ним були створені сотні статей про терміни точних наук і про географію Кавказу. До грузинського розділу він повернувся тільки в лютому 2005 року, коли в розділі було всього 26 статей.
Автанділ Абуладзе раптово помер у вересні 2005 року, його пам'ять вшанували розміщенням траурної рамки на головній сторінці грузинського розділу. Про Автанділа Абуладзе є стаття у Вікіпедії грузинською мовою, а також мовою есперанто.

## Історія кількості статей
- 7 липня 2011 — 50 000 статей.
- 7 січня 2014 — 80 000 статей.
- 12 жовтня  2015 — 100 000 статей.

## Підтримка протестної акції української Вікіпедії
21 січня 2014 року спільнота української Вікіпедії на знак рішучого протесту проти прийнятого Верховною Радою і підписаного президентом Закону 721-VII «Про внесення змін до Закону України „Про судоустрій і статус суддів“ та процесуальних законів щодо додаткових заходів захисту безпеки громадян» оголосила щоденний 30-хвилинний страйк.
25 січня на знак підтримки страйку українських колег грузинські вікіпедисти вивісили логотип Вікіпедії в кольорах українського національного прапора.